# Orcomeno (figlio di Zeus)
Nella mitologia greca, Orcomeno fu un figlio di Zeus e della danaide Isonoe, e uno dei possibili eponimi della città di Orcomeno in Beozia.

## Mitologia
Le genealogie dei primi re della città di Orcomeno sono piuttosto confuse e variano tra gli autori. Secondo una versione, questo Orcomeno fu sposo di Ermippe, figlia di Beoto, e patrigno di Minia, in realtà concepito da Ermippe con Poseidone. In un'altra versione fu invece lo stesso Orcomeno ad essere figlio di Zeus e Ermippe. 
Minia fu poi padre di un secondo Orcomeno, un altro possibile eponimo della città che, secondo Pausania, essendo senza figli, cedette in seguito il regno a Presbone.